# Armoriale delle famiglie italiane (K)
Questo è l'armoriale delle famiglie italiane il cui cognome inizia con la lettera K.

## Armi
| Stemma                  | Casato e blasonatura |
| ----------------------- | --- |
|                         | Kaiser (Firenze) D'argento, al cervo di rosso, ferito e sanguinoso dello stesso, corrente sul terreno al naturale e tenente in bocca un ramoscello di verde; e al capo d'azzurro, caricato di una rosa d'argento, accostata da due stelle a otto punte d'oro (citato in Ceramelli, fasc. 2635) |
|                         | Kalbermatten (Vallese, Torino) Titolo: conti D'argento, alla lettera Tau di nero, accompagnata da tre stelle d'oro, male ordinate (arma antica) alias Partito, al 2° d'oro, alla banda d'azzurro, carica di giglio sormontato da una corona, il tutto d'oro, al 2° troncato, al I d'argento, alla lettera Tau di nero, accompagnata da tre stelle d'oro, male ordinate, al II di nero, al toro rampante d'argento (citato in Bona, Kalbermatten) |
|                         | Kapnist o Capnist (Russia) Titoli: Conte Troncato di argento e d'oro, il secondo a tre monti uscenti dalla punta, quello di mezzo più alto, attraversante e fumante, il tutto al naturale (citato in Spreti, vol. III, pag. 709) 3 monti al naturale uscenti dalla punta il centrale più alto fumante verso destra su trinciato (o troncato ?) di argento e di oro (citato in Leonemarinato, Kapnist) |
|                         | Kasnachich o Karnacic (Ragusa/Dubrovnik) D'azzurro, alla fascia d'oro, caricata di un giglio del campo (citato in De Vidovich) (FR) D'azur, à la fasce d'or, chargé d'une fleur-de-lis du champ (citato in Rietstap, Kasnachich) |
| (disegno da verificare) | Katargi (Bessarabia, Betz) Trinciato d'oro e d'azzurro ad una banda d'argento caricata di tre stelle di sei raggi di rosso: nel 1º a tre semivoli di nero moventi dalla banda; nel 2º ad un mezzo scettro e ad una scimitarra d'argento decussati (citato in Spreti, vol. III, pag. 709) 3 stelle (6 raggi) di rosso su banda di argento su trinciato di oro e di azzurro - 3 ali di nero in palo poste in sbarra su oro - scettro e scimitarra incrociate di argento su azzurro (citato in Leonemarinato, Katargi) |
|                         | Keck di Schwartzbach o Keckh (Viareggio, Praga) Di nero, al leone d'oro (citato in Spreti, vol. III, pag. 710) Leone rampante di oro su nero (citato in Leonemarinato, Keck di Schwartzbach) Cimiero: un leone d'oro nascente fra un volo di nero |
|                         | Kern (Trieste) Partito: a) di rosso alla fascia d'argento, con l'ancora di nero sul tutto, posta in palo, con traversa di legno, anello e corda d'oro tre volte attorcigliata; b) troncato di oro e di nero al leone dell'uno all'altro, lampassato di rosso e tenente con la zampa destra una granata ardente (citato in Spreti, vol. III, pag. 710) Ancora di nero a 3 marre gomenata di oro su fascia di argento su rosso - leone rampante troncato di nero e di oro su troncato di oro e di nero tenente con la zampa destra una granata accesa al naturale (citato in Leonemarinato, Kern) Cimieri: a destra, un volo chiuso di rosso alla fascia d'argento, caricata dell'ancora dello scudo; a sinistra, il leone dello scudo, nascente, di nero, tenente con la zampa destra la granata ardente |
|                         | Kern (Trieste) Partito e troncato: a) di oro; b) di nero, al giovane vestito di giubba con cintura, col cappello a punta, tenente con la mano destra alzata una mela di rosso, la sinistra al fianco, uscente dalla troncatura, attraversante la partizione e dell'uno all'altro; c) d'azzurro al drago marino, linguato di rosso, natante sul mare agitato (citato in Spreti, vol. III, pag. 710) Busto di giovane uscente dalla troncatura vestito di una giubba e di un cappello e sostenente con la destra una mela di rosso il tutto partito di nero e di oro su partito di oro e di nero - drago natante sul mare agitato al naturale uscente dalla punta su azzurro (citato in Leonemarinato, Kern) Cimieri: a destra il giovane dello scudo, coperto da un cercine d'oro e di nero, guarnito di due code svolazzanti; a sinistra, il drago marino dello scudo Motto: Kern nicht Schale (Il nocciolo e non il guscio) in lettere lapidarie d'oro |
|                         | Klasic o Clasci (Ragusa/Dubrovnik) D'azzurro, alla fascia di verde, caricata di un crescente d'argento, tra due stelle (6) dello stesso (citato in De Vidovich) (FR) D'azur, à la fasce de sinople, charghé d'un croissant d'argent entre deux étoiles du même (citato in Rietstap, Klasic) |
|                         | Klebelsberg (Bressanone) Titoli: Nobile di Thumburd Inquartato: nel 1º e 4º, troncato d'oro e di nero alla scimmia al naturale ritta e rivoltata attraversante sui due campi, anellata di rosso alla cintola e con le mani alzate; nel 2º e 3º di rosso alla banda d'oro, caricata di tre punte di freccia di rosso, poste una sopra l'altra nel senso della banda; sul tutto uno scudetto, partito: a) di rosso al grifone d'argento rivoltato, linguato di rosso; b) d'oro a due piante di trifoglio al naturale intrecciantesi, piantate sulla campagna di verde (citato in Spreti, vol. III, pag. 711) Scudetto partito di rosso al grifo di argento rampante rivolto e di oro a 2 piante di trifoglio al naturale incrociate per 2 volte piantate su terrazzo di verde tutto su - scimmia al naturale rampante rivolta fasciata di rosso su troncato di oro e di nero - 3 punte di lancia di rosso su banda di oro su rosso (citato in Leonemarinato, Klebelsberg) Cimieri: a destra un busto di donna senza braccia, vestita di rosso, coi capelli biondi sciolti, coronata d'oro, fra due semivoli troncati di nero e d'oro l'uno, d'argento e di rosso l'altro; a sinistra tre frecce astate di acciaio con le penne di rosso incrociate |
|                         | Klodic (Trieste) Titoli: Nobile, Cavaliere di Sabladoski Inquartato: nel 1º d'azzurro ad un sole radioso d'oro; nel 2º e 3º d'oro alla mezz'aquila di nero, linguata di rosso, uscente dalla partizione; nel 4º d'azzurro alla civetta al naturale poggiata, su un libro aperto d'argento con orli di rosso (citato in Spreti, vol. III, pag. 711) Sole raggiante di oro su azzurro - 2 mezze aquile uscenti dalla partizione verticale nel secondo e terzo quarto di nero su oro - civetta al naturale in maestà posta su un libro aperto di argento con i risguardi di rosso su azzurro (citato in Leonemarinato, Klodic) Cimieri: a destra una pantera rivoltata, d'argento nascente, con la coda eretta e bifida e sfavillante fiamme dalla bocca e dalle orecchie, a sinistra, una capra nascente d'oro con le corna e le unghie di rosso |
|                         | Knopp (Trieste) Titoli: Nobile, Cavaliere, Barone dell'I. A. col predicato di Kirchwald Troncato: a) di rosso al destrocherio vestito di acciaio con fibbie d'oro, impugnante una spada sguainata di acciaio con l'elsa d'oro; b) d'argento alla foresta di alberi piantati sulla campagna di verde, dietro ai quali vedesi nel lato sinistro una chiesa con tre finestre ed un campanile con una finestra, coperti di rosso e cimati da una crocetta d'oro (citato in Spreti, vol. III, pag. 711) Braccio destro armato al naturale con fibbie di oro reciso impugnante con la mano di carnagione una spada di acciaio con l'elsa di oro posta in palo su rosso - foresta di alberi affiancati a destra da - una chiesa di argento tegolata di rosso su terrazzo di verde su argento (citato in Leonemarinato, Knopp) Cimeiri: a destra, l'aquila di nero, linguata di rosso, a sinistra, tre penne di struzzo, una d'argento fra due di rosso Sostegni: due leoni d'oro lampassati di rosso ed affrontati |
|                         | Kotzian (Livorno) Inquartato: nel 1º e 4º di rosso ad un'accetta d'argento in banda, addossata ad un bastone di oro; nel 2º e 3º di argento; sul tutto una sbarra di verde (citato in Spreti, vol. III, pag. 712) Sbarra di verde su inquartato di rosso e di argento - accetta di argento posta in sbarra poggiante la lama a destra su un bastoncino di oro posto in sbarra su rosso (citato in Leonemarinato, Kotzian) Motto: Le devoir avant tout |
|                         | Kotzian (Livorno) Inquartato: nel 1° e 4° di rosso, a due scuri d'arme d'argento, manicate d'oro poste in sbarra addossate; nel 2° e 3° d'argento, alla sbarra di verde (citato in Ceramelli, fasc. 5811) |
|                         | Koudacheff (Firenze) Di rosso ad una spada ed una scimitarra al naturale, manicate d'oro, decussate ed accompagnate in capo dalla mezzaluna crescente d'argento sormontata da una stella di sei raggi dello stesso (citato in Spreti, vol. III, pag. 712) Scimitarra e spada incrociate punte in alto di argento manicate di oro su rosso sormontate da - luna montante e - stella (6 raggi) tutto di argento in alto su rosso (citato in Leonemarinato, Koudacheff) |
|                         | Kreglianovich-Albinoni (Venezia) (FR) Coupé d'azur sur or, à un loup rampant au naturel, brochant sur le coupé, tenant un sabre d'argent, garni d'or et soutenu d'une terrasse de sinople. Casque couronné. Cimier: le loup, issant. Lambrequin: d'or et d'azur. (citato in http://www.euraldic.com/lasu/bl/bl_k_re.html) |
|                         | Krentzlin (Milano, Cassinetta di Lugagnano) D'azzurro, a due triangoli intrecciati a foggia di stella vuota del campo, le punte risultanti d'argento, sormontati da tre rose d'oro ordinate in fascia (citato in Guelfi, pag. 559) Di azzurro, a due triangoli di argento, vuoti ed intrecciati, sormontati da tre rose d'oro, ordinate in fascia (citato in Spreti, vol. III, pag. 712) 2 triangoli di argento intrecciati e vuoti al centro su azzurro - 3 rose di oro poste in fascia in alto su azzurro (citato in Leonemarinato, Krentzlin) Cimiero: i triangoli del campo |
|                         | Kretzulesco (Roma, Fontenay le Pesnel) Inquartato d'azzurro e d'oro a due scaglioni dell'uno nell'altro, contrapposti (citato in Spreti, vol. III, pag. 713) 2 scaglioni incrociati inquartati di oro e di azzurro su inquartato di azzurro e di oro (citato in Leonemarinato, Kretzulesco) |
|                         | Kummerlin (Milano) Orso rampante di argento ramo di alloro di verde tra le anteriori su rosso - stella (6 raggi) di argento su azzurro - monte roccioso al naturale uscente dalla punta su verde (citato in Leonemarinato, Kummerlin) |
|                         | Kusel o Seling Kusel (Liverpool, Boitzemburg) D'azzurro al leone d'argento, tenente una palla dello stesso, e movente da una fascia attorcigliata e scorciata d'oro (citato in Spreti, vol. III, p. 713) Leone rampante di argento tenente tra le zampe anteriori una palla dello stesso su azzurro posto su - una fascia ristretta e sbarrata di oro su azzurro (citato in Leonemarinato, Kusel) |